# The Girl from Frisco

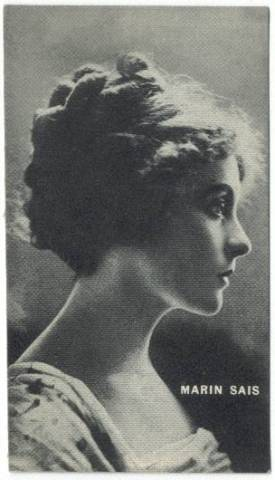
Marin Sais, que interpreta Barbara Brent no seriado.

The Girl from Frisco é um seriado estadunidense de 1916, no gênero Western, dirigido por James W. Horne, em 25 capítulos divididos em duas partes. Produzido pela Kalem Film Company, foi estrelado por Marin Sais e True Boardman. Há dúvidas sobre ser realmente um “seriado” nos moldes tradicionais, ou apenas uma “série”, pois cada episódio é independente e conta uma história completa.

## Sinopse
Uma “cowgirl” ajuda a causa da justiça e da humanidade no velho oeste, muitas vezes auxiliada por seu noivo e seu pai fazendeiro. Cada episódio conta uma história completa.

## Elenco
- Marin Sais ...Barbara Brent
- True Boardman ...John Wallace
- Frank Jonasson ...Ace Brent
- Ronald Bradbury ...Jim Bliss / Ace Miller / The Hawk / Daniel / Dick Dingle / Anson Dukes / Sing Lee
- Edward Clisbee ...Lanny / Jose / John Tisbury / Saint Sam Doolittle / Pedro
- Josephine West ...Fanny
- Steve Murphy ...Siwash
- Jack Hoxie ...Santone / Sheriff (creditado Hart Hoxie)
- Karl Formes ...Black Feather
- Barney Furey ...Lobez
- Jack Hutchinson ...Andy
- Forrest Taylor ...Terry (creditado E. Forrest Taylor)
- Jack McDonald ...Steve

## Capítulos
1. The Fighting Heiress
2. The Turquoise Mine Conspiracy
3. The Oil Field Plot
4. Tigers Unchaimed
5. The Ore Plunderers
6. The Treasure of Cibola
7. The Gun Runners
8. A Battle in the Dark
9. The Web of Guilt
10. Reformation of Dog Hole:
11. The Yellow Hand
12. The Harvest of Gold
13. The Son of Cain
14. The Witch of the Dark House
15. The Mystery of the Brass Bound Chest
16. The Fight For Paradise Valley
17. Border Wolves
18. The Poisoned Dart
19. The Stain of Chuckawalla
20. On the Brink of War
21. The False Prophet
22. The Ressurrection of Gold Bar
23. The Homesteaders’ Feud
24. The Wolf of Los Alamos
25. The Dominiom of Fernandez[1][2]